# Vanguard 1
Vanguard 1 (česky Předvoj) byla v pořadí druhá americká družice, zkonstruovaná v roce 1957 a vypuštěna 17. března 1958. Původně měla být první družicí Země, avšak předběhl ji Sputnik 1. Měla velikost grapefruitu a hmotnost 1,475 kg. Sloužila jako technologická družice.

## Technické parametry družice
Byla to hliníková koule o průměru pouze 162,5 mm, ze které vyčnívalo 6 antén. Na povrchu družice se nacházely fotovoltaické články. Vnitřek družice obsahoval vysílač napájený fotovoltaickými články, chemické (rtuťové) baterie a dva termistory na sledování teploty družice.

## První start, první neúspěch
První start programu Vanguard s označením Vanguard TV3 byl ohlášen na 3. prosince 1957. Avšak pro nepříznivé počasí byl start odložen na 6. prosince. Po odečtení posledních sekund se však raketa vznesla do vzduchu jen několik metrů nad zemí a pak se zhroutila v plamenech a oblacích kouře. Tento neúspěch sledovala celá Amerika na obrazovkách svých televizorů a novináři dali neúspěšné družici přezdívku "Kaputnik".
Na oběžnou dráhu se dostala družice Vanguard až 17. března 1958. Její přístroje se odmlčely až v roce 1965. Za svou dlouhou životnost se může poděkovat právě slunečním bateriím.

## Zajímavosti
- Byla to první družice, která získávala elektrickou energii pomocí slunečních baterií
- Je to nejstarší kosmický odpad ve vesmíru, dodnes obíhá kolem Země a předpokládá se, že zanikne za 300 let. Může za to její vysoká eliptická dráha (654 x 3 969 km).

## Pokračovatelé
USA vypustily do vesmíru i další družice typu Vanguard.
- Vanguard 2 – byla vypuštěna 17. února 1959, měla tvar koule o hmotnosti 10 kg. Sloužila na zkoušení fotočlánků
- Vanguard 3 – byla vypuštěna 4. října 1959, měla tvar koule o hmotnosti 23 kg. Sloužila k měření magnetického pole, RTG záření a mikrometeoritů.